# لورا كينيدي
لورا إليزابيث كينيدي (مواليد 1951) هي دبلوماسية متقاعدة للولايات المتحدة، شغلت منصب سفيرة الولايات المتحدة في تركمانستان، والممثل الدائم للولايات المتحدة لدى مؤتمر نزع السلاح في جنيف، ونائب مساعد وزير الخارجية الأميركي.

## الحياة الشخصية
كينيدي متزوجة من الدبلوماسي الأمريكي السابق جون ج. فيني وأم لطفلين.